# Sociedad Aguas del Tucumán
La Sociedad Aguas del Tucumán (SAT) es una empresa con participación mayoritaria estatal encargada del servicio de agua potable y cloacas en la provincia de Tucumán.

## Historia
Originalmente el agua se recogía desde el río Salí y se transportaba en acequias hacia diversos usos industriales, residenciales, recreativos, entre otros. Por ello se habían construido las acequias del Oeste, de la Patria, de Simoca, y defensas en los ríos Lules y Salí. En 1860 se proyectó instalar un grifo en la pirámide instalada sobre Plaza Independencia, más no se llevó a cabo. En 1872 se instalaron dos fuentes sobre la plaza que no se las dotaron de agua. Gracias a la epidemia de cólera de 1887 que acabó con la vida de 5000 personas, se llegó a la conclusión que el causante eran las malas condiciones del agua y que debía crearse un sistema de agua potable.
Así, en 1888 Lando Esteves presentó un proyecto para la concesión y explotación de la red de agua potable que no se implementó. En 1895 se comenzó a construir el sistema de provisión de agua potable, pensado originalmente para 43 000 habitantes, gracias a un préstamo de MSN 1 000 000. Finalmente en 1898 se creó el sistema de agua potable de Tucumán, siendo obra del ingeniero César Cipolletti en el mandato del gobernador Lucas Córdoba.
El servicio era provisto por 7 arroyos de la Sierra de San Javier: Tafí, Caínzo, Anta Yacu, Las Víboras, Cedro, Las Cañas y Las Piedras. Estas siete tomas suministraban, en conjunto, 200 litros por segundo, durante 10 meses al año. Todas las tuberías desembocaban en los depósitos de la Planta Potabilizadora de Villa Muñecas. Asimismo, en este periodo se realizaron los primeros estudios y proyectos para la construcción del Dique El Cadillal, a cargo del ingeniero Carlos Wauters.
Originalmente, el servicio de agua y saneamiento era prestado por Obras Sanitarias de la Nación (OSN), que fue disuelta en 1993. Antes de la privatización, el servicio de agua y saneamiento en Tucumán era prestado por la Dirección Provincial de Obras Sanitarias (Dipos). Gracias a la Ley Provincial N° 6529, la Dipos fue privatizada y la explotación del servicio de agua potable y saneamiento fue traspasado a la empresa Aguas del Aconquija, propiedad del Grupo Vivendi y que comenzó a operar en 1995.
Tras una disputa con el gobierno provincial por contratos y el precio de las tarifas del servicio, la compañía de origen francés abandonó el servicio en 1998. El servicio pasó a ser operado por el Ente Nacional de Obras Hídricas de Saneamiento a través de la empresa Obras Sanitarias de Tucumán. El 1 de enero de 2004 se creó la actual Sociedad Aguas del Tucumán, en conformidad a la Ley N° 19550, con un 90% de participación estatal y un 10% de participación de los trabajadores en las acciones de la empresa.

## Servicios
La Sat presta servicios de potabilización de agua y tratamiento de efluentes cloacales en casi la totalidad de localidades de la provincia, exceptuando aquellas ciudades donde el suministro de agua es administrado por cooperativas o comunas, como en San Pedro de Colalao (Cooperativa de Agua Potable San Pedro de Colalao), o el Servicio Provincial de Agua Potable y Saneamiento (Sepapys), empresa residual de la privatización de los años 90 que opera en el interior provincial. La empresa administra la totalidad de las plantas de tratamiento de agua potable y tratamiento de líquidos cloacales de la provincia, así como también una serie de acueductos para el transporte de agua desde acueductos hacia zonas de gran demanda o escasos recursos hídricos naturales.

## Área de Operación
Esta empresa tiene su sede central en la capital provincial, y dispone de centros de atención al público en las siguientes localidades:
- Aguilares, Río Chico
- Banda del Río Salí, Cruz Alta
- Bella Vista, Leales
- Concepción, Chicligasta
- Juan Bautista Alberdi, Juan Bautista Alberdi
- Lules, Lules
- Monteros, Monteros
- Simoca, Simoca
- Tafí del Valle, Tafí del Valle
- Tafí Viejo, Tafí Viejo
- Villa Mariano Moreno, Tafí Viejo
- Yerba Buena, Yerba Buena